# Национализација
Национализација имовине или национализовање имовине је процес принудног (на основу акта власти) прелаза у државну својину крупних или свих привредних предузећа одређене привредне гране или целокупне индустрије, која је до тада била у приватном власништву.
Ова мера може укључити одговарајућу или делимичну накнаду, а може бити и без икакве накнаде.
Предмет национализације имовине осим индустријских објеката може бити и сва друга покретна и непокретна имовина у власништву грађана - стамбене зграде, пословни простор, земљиште, возила итд.
Национализација имовине представља једну од првих и најрадикалнијих привредно-политичких мера готово свих тоталитарних држава, после преузимања власти. Одузета средства за производњу и друга непокретна имовина постају материјална база за изградњу тоталитарне државе и средство подупирања таквог система.
Ова мера може се спровести у случајевима рата или природних катастрофа када обично има привремени карактер.

## Национализација имовине у Југославији
У Федеративној Народној Републици Југославији, а потом у социјалистичкој Југославији (СФРЈ), након 1944. године започела је безрезервна и систематска харанга на све оно што се не уклапа у њену идеолошко-политичку матрицу. Након преузимања имовине Краљевине Југославије, прва се на удару нашла приватна имовина домаћих и страних лица, која је мерама државне принуде као што су конфискација, секвестрација, аграрна реформа, колонизација, експропријација  и национализација имовине, без обзира на вољу власника и без икаквог обештећења, одузимана и претварана у државну, односно друштвену својину.
Законом о аграрној реформи и колонизацији 1945. године су од приватних власника (сељаци и други власници, банке, предузећа, акционарска друштва, цркве) у корист државе одузети бројни земљораднички и неземљораднички поседи пољопривредног и шумског земљишта, као и земљишни поседи цркава, манастира, верских установа и задужбина.
Национализација имовине се правдала „одузимање имовине ратним профитерима“, као и познатим левичарским ставом „Имовина је крађа!"
У социјалистичкој Југославији, у два маха је рађена национализација имовине.
Национализацијом имовине из 1946. године, која се наставила на већ увелико спровођену ратну и поратну конфискацију, дошло је до подржављења покретне и непокретне имовине, као и патената, лиценци, службености, рударских и других права приватних привредних предузећа у 42 привредне гране, тако да након тога ни једно предузеће које је било од значаја за државу и њену привреду, није остало у приватним рукама.
Преостала приватна предузећа мањег, локалног, значаја подржављена су, такође, непосредно после тога (1948. године) донетом новелом Закона о национализацији, чиме је окончана имовинска национализација у привреди.
Други талас национализације имовине уследио је 1958. године када су у државно власништво прешли станови, приватне зграде и грађевинско земљиште у броју, односно површини већим од законског максимума.
Приватна својина на некретнинама преко законом утврђеног лимита није се могла стицати ни правним послом, ни наслеђивањем нити кроз брачну тековину.
Национализација имовине се односила на имовину како физичких, тако и грађанскоправних лица, како домаћих, тако и страних, укључујући и друштвене организације и удружења грађана.

## Имовинска денационализација
Имовинска денационализација је процес супротан национализацији имовине. То је процес враћања приватним власницима имовине (у натуралном облику или у виду новчаног обештећења) која им је одузета на основу имовинске национализације.
У сличном значењу користе се и термини "реприватизација" и "реституција". Имовинска денационализација се у свом уско семантичком смислу односи на процес инверзан национализацији, али се у легислативи и пракси упоредног права овим термином, у ширем смислу, означава и деконфискација и реституција/враћање бившим власницима имовинских добара и права подржављених по разним другим основама, обештећење за ту имовину, као и приватизација државне имовине.

#### Имовинска денационализација у земљама бивше СФРЈ
Државе настале на подручју бивше СФРЈ, осим Србије и Федерације Босне и Херцеговине, током деведесетих година 20. века донеле су своје законе о реституцији и обештећењу, али нису још коначно спровеле те законе, осим Словеније која тај процес приводи крају.
Словенија је Закон о денационализацији донела 1991. г.- „Урадни лист“ Републике Словеније бр. 27/1991, 31/1993, 65/1998, 66/2000, као и одлуке Уставног суда Словеније у бр.56/92, 13/93, 24/95, 20/97, 23/97, 76/98.
Хрватска је свој закон донела 1996. године - Хрватски „Закон о накнади за имовину одузету за вријеме југославенске комунистичке владавине“ објављен је у службеном гласилу Републике Хрватске „Народне новине“, бр. 92/1996, а потом више пута мењан - »Народне новине«, бр. 92/1996, 39/1999, 42/1999, 92/1999, 43/2000, 131/2000, 27/2001, 65/2001, 118/2001. и 80/2002. Значајну измену овај закон је претрпео 1999. године (НН 39/1999) и то не новелом законодавца, већ Одлуком Уставног суда Хрватске број У-И-673/1996 од 21. априла 1999. године. која је озакоњена последњом новелом Закона од 5. јула 2002. године.
У Македонији Закон о денационализацији усвојен је 1998. године - „Службен весник на Република Македонија“ број 43/2000-пречишћен текст;
Република Српска је донела Закон о враћању одузете имовине и обештећењу 2000. године - „Службени гласник“ Републике Српске, бр. 13/2000, али је исти суспендован одлуком Високог представника за БиХ.
И Црна Гора је 23. марта 2004. године донела свој Закон о повраћају одузетих имовинских права и обештећењу – »Службени лист РЦГ«, бр. 21/2004 којим је дерогиран две године раније донети Закон о праведној реституцији.
У Федерацији Босни и Херцеговини је сачињен нацрт „Закона о реституцији“ и 5. маја 2002. године прослеђен у парламентарну процедуру, али је потом повучен из процедуре ради дораде.
У Србији је 2006. године усвојен Закон о враћању (реституцији) имовине црквама и верским заједницама и основана је посебна државна организација – Дирекција за реституцију која спроводи у пракси само један сегмент имовинске денационализације – враћа без накнаде одузету имовину само црквама и верским заједницама, њиховим друштвима и задужбинама.
Међутим, 2011. године донет је Закон о враћању одузете имовине и обештећењу („Службени гласник РС“, бр. 72/2011, 108/2013, 142/2014, 88/2015 – одлука УС, 95/2018 и 153/2020), који регулише питање повраћаја и обештећења одузете имовине грађанима и одређеним правним лицима у корист државе.

#### Имовинска денационализација као нова филозофија
Имовинска денационализација није само правна процедура. Она је процес, нова филозофија која треба да преобликује схватања о појму својине и да приватну својину устоличи на место које јој природно припада. То је мултиполаран процес који се, кад је реч о материјалним добрима, тиче добара од општег и заједничког интереса - пољопривредног земљишта, шума и шумског земљишта, грађевинског земљишта, као и објеката у државном власништву, па и природних ресурса. Зато је то питање које дотиче дубоке корене економског и правног система јер, унеколико, покреће и прерасподелу дела економске и друштвене моћи.